# Landsberger Allee
La Landsberger Allee est une rue de Berlin en Allemagne.

## Situation et accès
Elle s'étend à travers les quartiers de Friedrichshain, Prenzlauer Berg, Fennpfuhl, Lichtenberg et Alt-Hohenschönhausen, Marzahn et Hellersdorf. Avec ses onze kilomètres, c'est l'une des rues les plus longues de Berlin, et l'une des principales artères des quartiers nord-est. Le nom vient de la ville proche d'Altlandsberg.
La Landsberger Allee est l'une des sept rues radiales menant au nord et à l'est (dont la Schönhauser Allee, l'Otto-Braun-Straße, la Karl-Marx-Allee et la Frankfurter Allee, ainsi que la Stralauer Allee) qui partaient à l'origine du centre médiéval de la ville de Berlin près de l'Alexanderplatz.

## Origine du nom
Le nom « Landsberger Allee » vient de la ville voisine d'Altlandsberg, située à l'est de Berlin.

## Historique
Le nom remonte à l'ancienne Landsberger Straße qui s'étendait de l'Alexanderplatz à la porte de Landsberg (Landsberger Tor, la Platz der Vereinten Nationen d'aujourd'hui), dont elle est le prolongement. La Landsberger Allee allait à l'origine de la porte de Landsberg jusqu'à l'angle de la Roederstraße (aujourd'hui : Karl-Lade-Straße). 
Elle est rebaptisée « Leninallee » en 1950 en hommage à Lénine, nom qu'elle conserve jusqu'à la réunification. Entre 1973 et 1978, lors du développement des nouvelles zones résidentielles le long de la rue, la Landsberger Chaussee, la Berliner Chaussee et la Chaussee nach Altlandsberg à l'est sont incluses dans la Leninallee. Renommée après la réunification allemande, la rue entière s'appelle « Landsberger Allee » depuis 1992.

## Bâtiments remarquables et lieux de mémoire

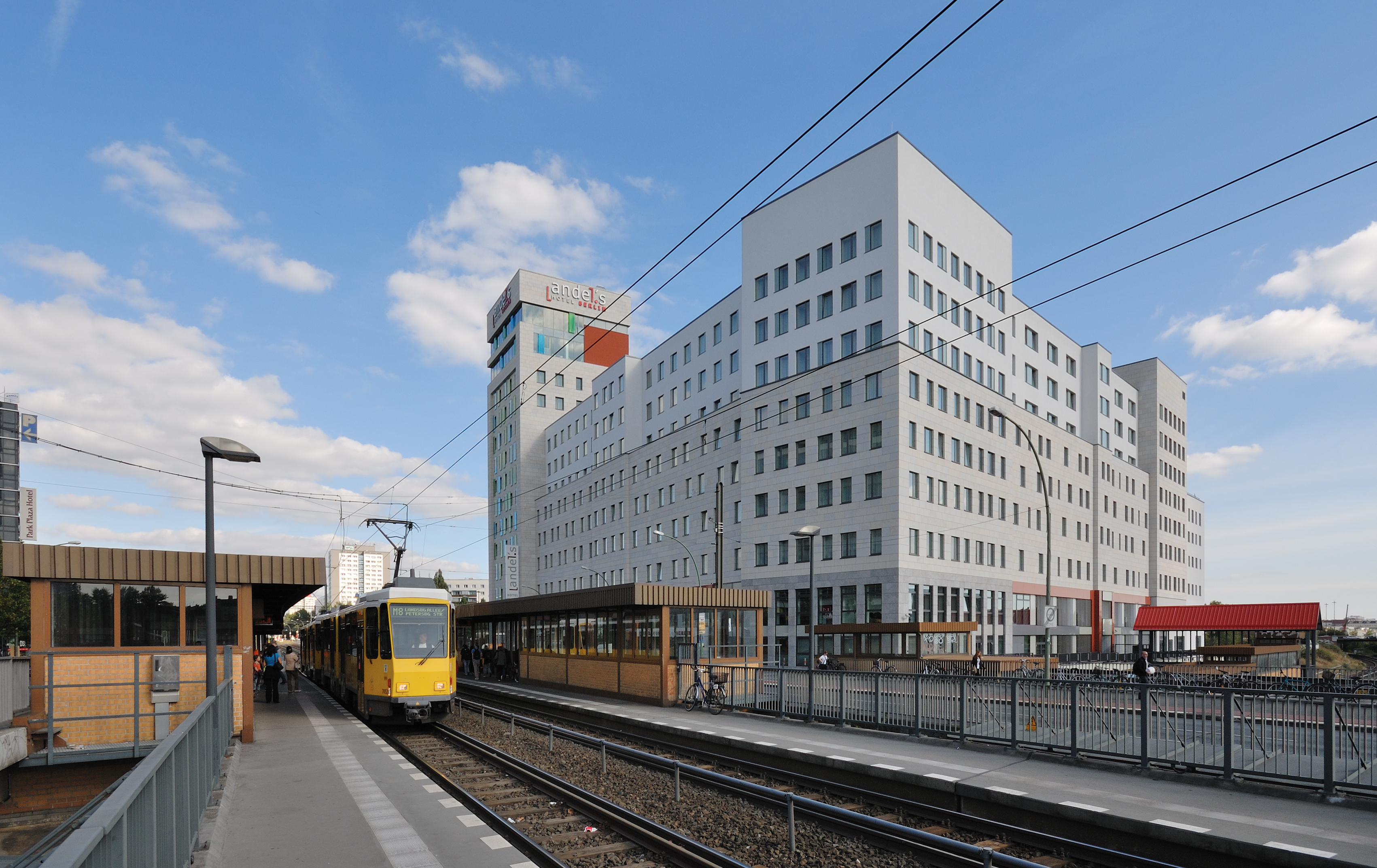
Landsberger Arkaden à l'arrêt de tramway Landsberger Allee.
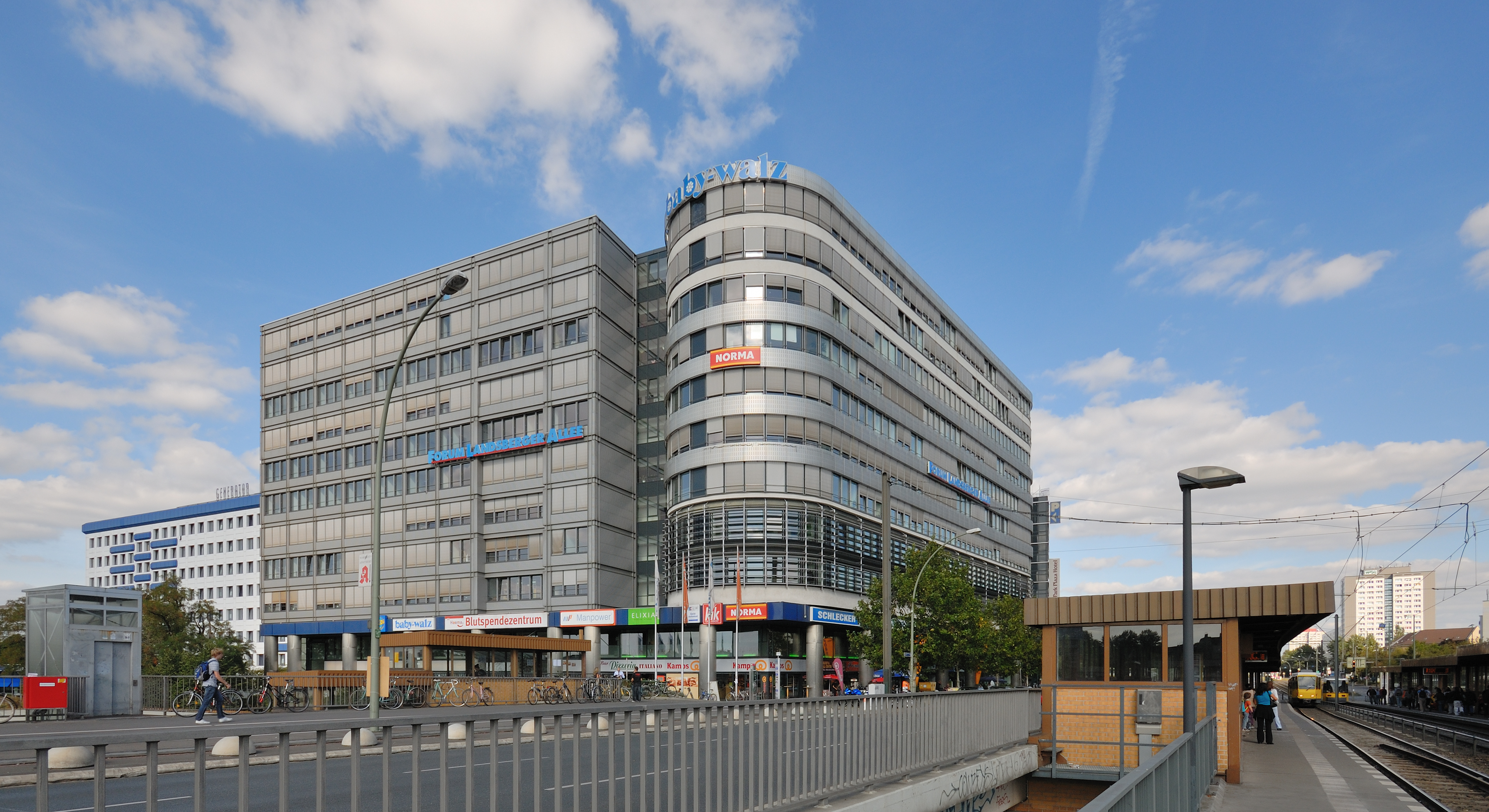
Forum Landsberger Allée.
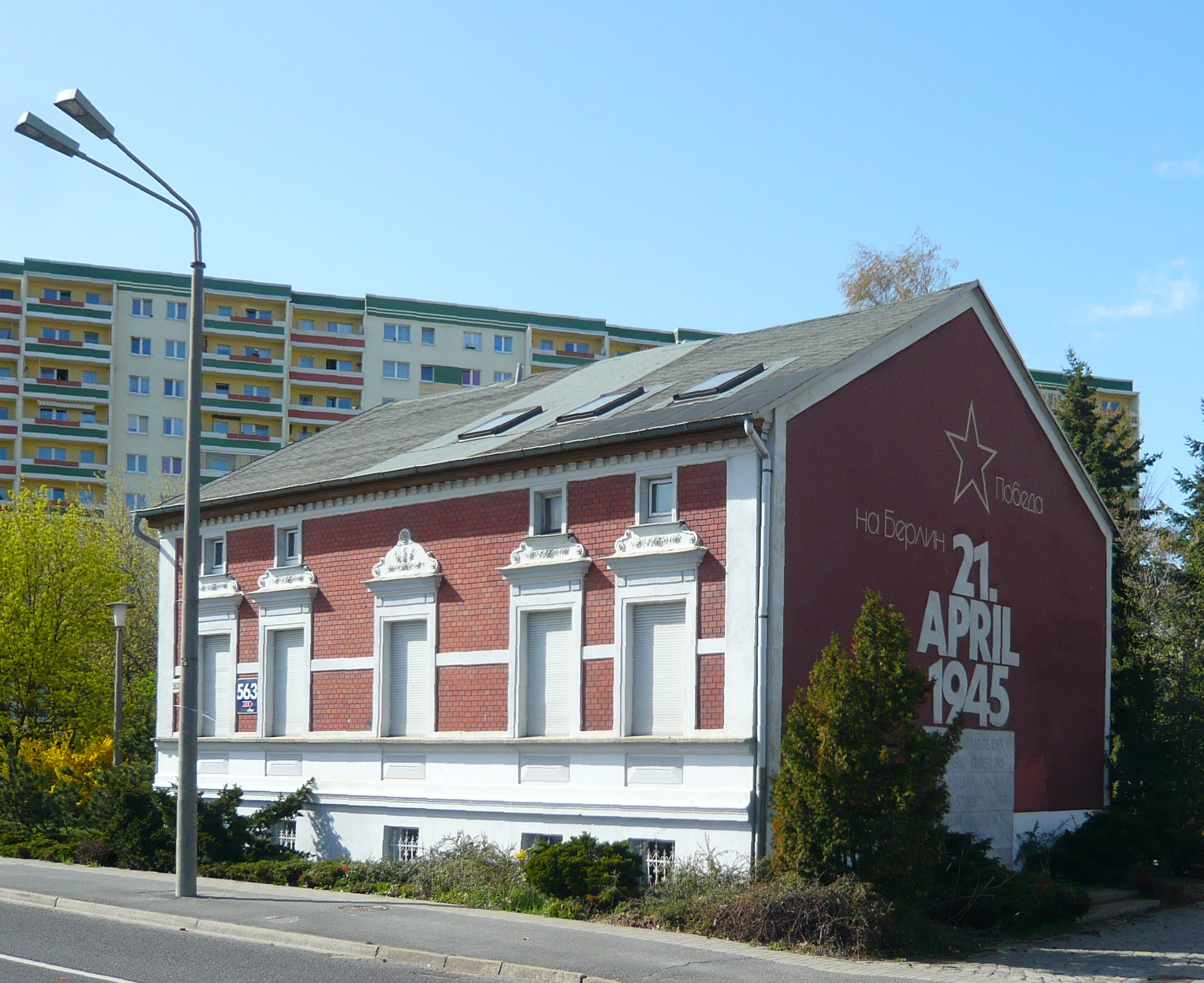
Monument Landsberger Allee 563.
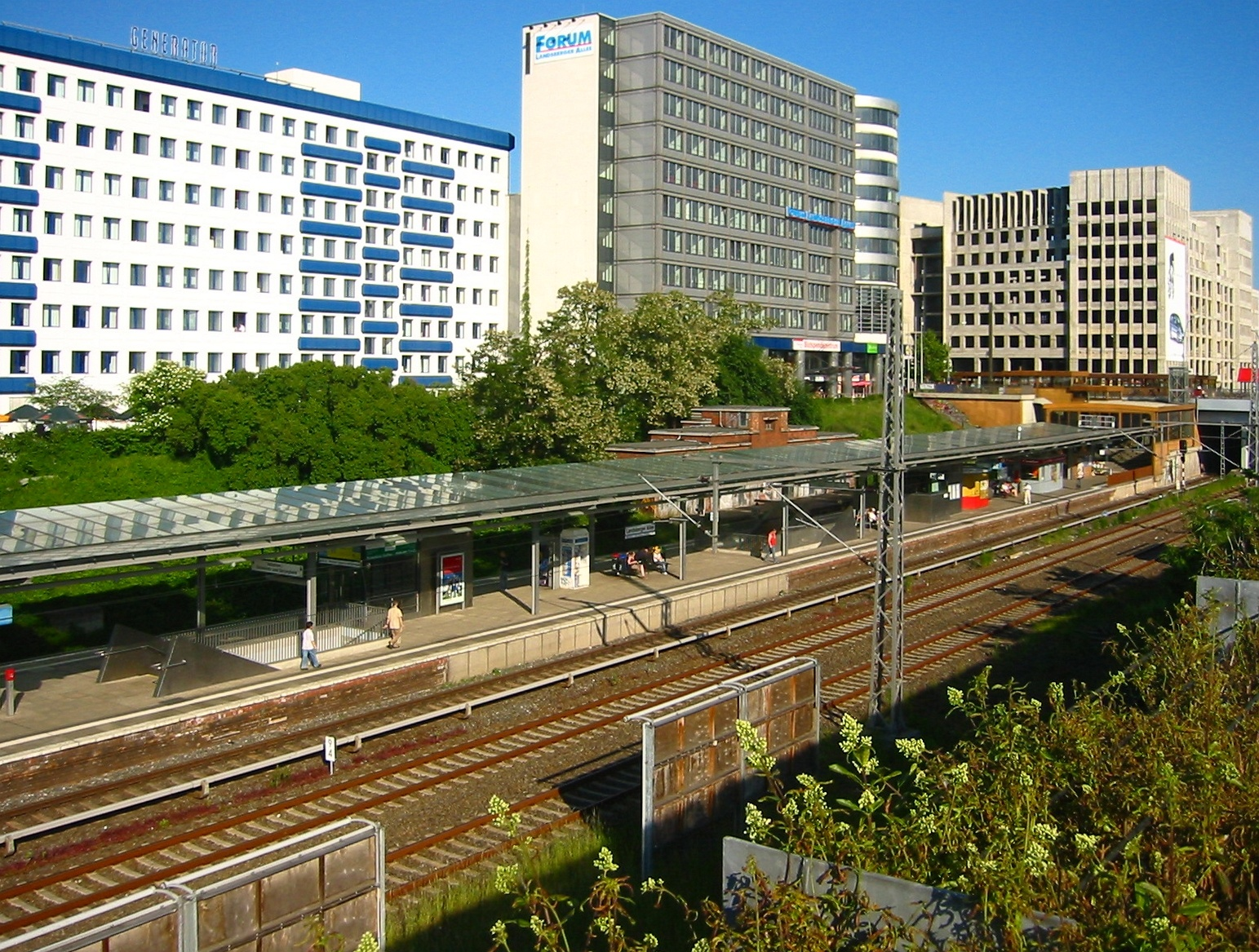
Vue de la station de S-Bahn Landsberger Allee.
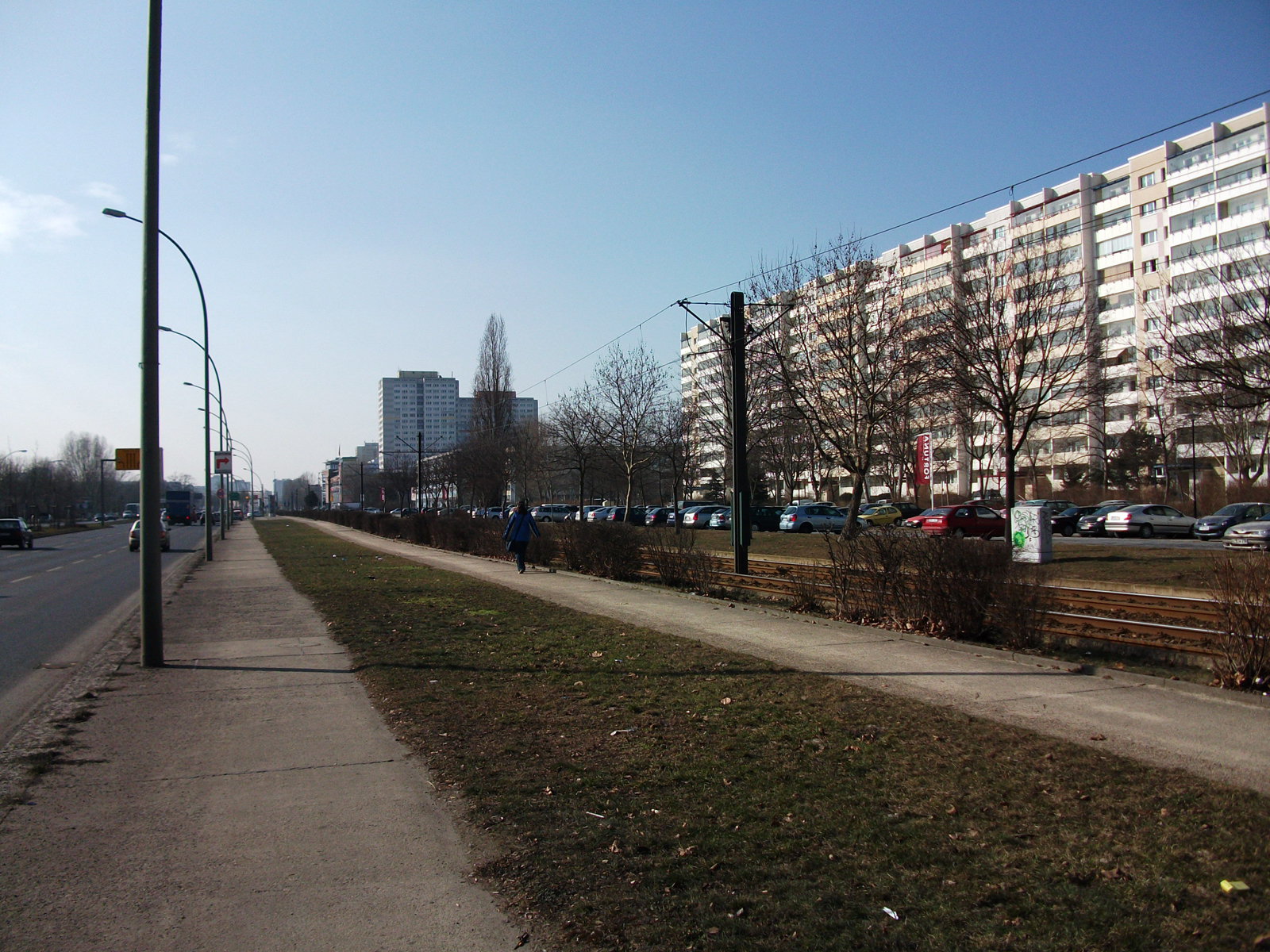
Angle de la Landsberger Allee et la Genslerstraße.